# Kyboasca fedtshenkoi
Kyboasca fedtshenkoi är en insektsart som först beskrevs av Aleksey A. Zachvatkin 1953.  Kyboasca fedtshenkoi ingår i släktet Kyboasca och familjen dvärgstritar. Inga underarter finns listade i Catalogue of Life.